# Berg en Bos (Apeldoorn)
Berg en Bos is een villawijk op een voormalig landgoed in de Nederlandse stad Apeldoorn. In dit deel liggen Park Berg en Bos met Apenheul en Sportpark Berg en Bos.

## Omschrijving
Het stadsdeel Berg en Bos ligt in het westelijk gedeelte van Apeldoorn en is 163 hectare groot, inclusief bosgebied ruim 300 ha. Het wordt begrensd door de N344 (Amersfoortseweg), Jachtlaan en Asselsestraat. De J.C. Wilslaan deelt het gebied diagonaal in tweeën en vormt de zuidwestgrens van het woongebied. Dit telt ongeveer 2.100 inwoners en stamt grotendeels uit de jaren dertig van de 20e eeuw. Kenmerkend is de ruime opzet met 'meanderende' lanen, een bijzondere constellatie van de bebouwing en de nog alom aanwezige bebossing. De wijk wordt vaak vergeleken met de villawijken in Blaricum en Laren in het Gooi.

## Historie
"Berg en Bosch" is de naam van het voormalige landgoed van de Antwerpse handelaar J.C. Wils. Rijk geworden in de houthandel, kocht hij vanaf einde negentiende eeuw gefaseerd stukken woeste grond op. De gronden werden voornamelijk beplant met dennen, die voor de mijnbouw bruikbaar stuthout opleverden. Ook bouwde Wils op het landgoed enkele villa's, die veelal werden geëxploiteerd als pension. Begin twintigste eeuw werd het landgoed verkocht aan de gemeente Apeldoorn en vervolgens verkaveld voor villabouw.

## Wijk Berg en Bos
Kenmerkend voor de bebouwing is de architectuur, waaraan architecten als Gerrit Rietveld, Wildschut en de Apeldoorners Henk en Chris Wegerif belangrijke bijdragen hebben geleverd. Centraal bij de aanleg van de wijk stond het wonen in een parkachtige omgeving. Door het vele groen zijn veel vogelsoorten aanwezig en worden de tuinen regelmatig bezocht door eekhoorns, egels, vossen en soms wilde zwijnen of een das. Aan de noordzijde van de wijk was tot in de jaren dertig het sanatorium Berg en Bosch gevestigd; hier konden TBC-patiënten in de gezonde buitenlucht kuren. De instelling verhuisde in 1933 naar Bilthoven.
In het Orderbos, een bosgebied ten zuidwesten van de wijk, werd in de jaren dertig Natuurpark Berg & Bos gevestigd. Binnen dit park werd begin jaren zeventig Apenheul aangelegd. Iets zuidelijker ligt Sportpark Berg en Bos, onder andere de thuisbasis van voetbalclub AGOVV. Aan de noordzijde van Berg en Bos bevindt zich attractiepark Julianatoren.

## Geschiedenis
De Amersfoortseweg, Valkenberglaan en Jachtlaan zijn, evenals de Koning Lodewijklaan, Loolaan en Zwolseweg gebaseerd op een sterrenbos dat omstreeks 1750 ontstaan is. Bewoning was er nauwelijks. De voorlopers van deze wegen waren rechte wandelpaden die op de Valkenberg samenkwamen met een pad naar Paleis Het Loo. Ook andere paden, waarvan er enkele op luchtfoto's nog te zien zijn, maakten deel uit van dit stelsel. De Valkenberg, een verhoging die gebruikt werd voor valkerij en als galgenberg, werd vanaf de 19e eeuw macaber gevonden en met beplanting aan het zicht onttrokken. Anno 2009 ligt de heuvel verscholen en is van de zichtlanen nauwelijks iets over.

## School
Er is een basisschool aanwezig in de wijk. De 'Berg en Bosschool' is gehuisvest in een pand uit 1932 dat de status van rijksmonument heeft.